# Добривода
Добриво́да — село в Україні, у Козинській сільській громаді Дубенського району Рівненської області

## Географія
Село розташоване на правому березі річки Пляшівки.

## Історія
У 1906 році село Теслугівської волості Дубенського повіту Волинської губернії. Відстань від повітового міста 36 верст, від волості 4. Дворів 45, мешканців 311.
7 (20) листопада 1917 року, відповідно до Третього Універсалу Української Центральної Ради, увійшло до складу Української Народної Республіки.
12 червня 2020 року, відповідно до розпорядження Кабінету Міністрів України № 722-р від «Про визначення адміністративних центрів та затвердження територій територіальних громад Рівненської області», увійшло до складу Козинської сільської громади Радивилівського району.
19 липня 2020 року, в результаті адміністративно-територіальної реформи та ліквідації Радивилівського району, село увійшло до складу Дубенського району.

## Відомі люди
- Гнаткевич Юрій Васильович — український вчений, громадський діяч та політик. Народний депутат України. Кандидат педагогічних наук, доцент.
- Паничевний Андрій Данилович — культурно-політичний діяч Рівненської області.